# Ravnen (stjernebillede)
 For alternative betydninger, se Ravnen. (Se også artikler, som begynder med Ravnen)
Ravnen (Corvus) er et stjernebillede på den sydlige himmelkugle. Den første store stjerne er Alchita, som er en dværgstjerne, som ligger 63 lysår væk. Kraz er 110 lysår væk, og den lyser som 85 sole. Algorab er en dobbelstjerne, som er 125 lysår væk. Den sidste stjerne er Gienah (også kaldet Gamma Corvi) som er 70 lysår væk. Ravnen ligger lige over søslangen. Ravnen ligner lidt en vogn.